# Роджерс-Райт, Сирил
Сирил Бантинг Ольюворк Роджерс-Райт (англ. Cyril Bunting Oluworke Rogers-Wright; 13 июня 1910 — 1 января 1971, Дублин, Ирландия) — государственный деятель Сьерра-Леоне, первый министр иностранных дел страны (1964—1965).

## Биография
В 1956 г. совместно с Уоллесом Джонсоном основал Объединенную народную партию (UPP). На всеобщих выборах в 1957 г. она получила лишь одно место в парламенте. После многочисленных протестов и судебных разбирательств партия получила ещё три депутатских мандата, став основной оппозиционной силой.
В 1964—1965 гг. — министр иностранных дел Сьерра-Леоне.